# Europa Orbiter
Europa Orbiter è una missione cancellata della NASA che avrebbe dovuto esplorare Europa, la luna gioviana, per studiare le dinamiche e lo spessore della crosta ghiacciata che ricopre la superficie, nonché per individuare potenziali oceani sommersi. Il lancio sarebbe dovuto avvenire nel 2002 o 2003, ma la missione è stata definitivamente esclusa con la revisione del budget del 2007.
Non deve essere confusa con la Jovian Europa Orbiter, una missione studiata dall'Agenzia Spaziale Europea.